# چهل و هشتمین دوره جوایز هنری بکسانگ
مراسم چهل و هشتمین دوره جوایز هنری بکسانگ (کره‌ای: 제48회 백상예술대상؛ انگلیسی: 48th Baeksang Arts Awards) در المپیک هال در جامیل در سئول، کره جنوبی در تاریخ ۲۶ آوریل ۲۰۱۲ برگزار شد و از شبکه جی‌تی‌بی‌سی پخش شد. مجریان این مراسم کمدین لی هی جه و بازیگر کیم آه جونگ بودند.

## برندگان و نامزدها
فهرست کامل نامزدها و برندگان:
(برندگان در ابتدای فهرست و به صورت پررنگ مشخص شده‌اند)

### فیلم
| جایزه بزرگ | جایزه بزرگ |
| --- | --- |
| - گانگستر بی‌نام: قوانین زمان | |
| بهترین فیلم | بهترین کارگردان تازه‌کار |
| - Unbowed - درمانده - Punch - سانی - گانگستر بی‌نام: قوانین زمان | - ایم چان ایک - افسر سال - هان سانگ هو - Speckles: The Tarbosaurus - هو جونگ هو - شمارش معکوس - کیم جونگ‌هوان - انبردست پنی - پارک این چه - موبی دیک                                                                                       |
| بهترین کارگردان | بهترین فیلم‌نامه |
| - بیون یونگ جو - درمانده - چونگ جی یونگ - Unbowed - جون که سو - Love Fiction - لی هان - Punch - یون جونگ-بین - گانگستر بی‌نام: قوانین زمان                                                                                             | - جون که سو - Love Fiction - هان هیون گون، چونگ جی یونگ - Unbowed - پارک این جه - موبی دیک - پارک سانگ یون - خط مقدم - یون جونگ-بین - گانگستر بی‌نام: قوانین زمان                                                                          |
| بهترین بازیگر مرد | بهترین بازیگر زن |
| - آن سونگ کی - Unbowed در نقش کیم کیونگ هو - چوی مین شیک - گانگستر بی‌نام: قوانین زمان در نقش چوی ایک هیون - گونگ یو - ساکت‌شده در نقش کانگ این هو - کیم یون سوک - Punch در نقش لی دونگ جو - پارک هه ایل - جنگ کمان‌ها در نقش چوی نام یی | - اوم جونگ هوا - ملکه رقصان در نقش جونگ هوا - جونگ ریو وون - Pained در نقش دونگ هیون - کیم مین هی - درمانده در نقش کانگ سون یونگ/چا گیونگ سون - شیم اون کیونگ - سانی در نقش نوجوانی ایم نا می - سون یه-جین - Spellbound در نقش کانگ یو ری |
| بهترین بازیگر تازه‌کار مرد | بهترین بازیگر تازه‌کار زن |
| - کیم سونگ کیون - گانگستر بی‌نام: قوانین زمان در نقش پارک چانگ وو - جو وون - S.I.U در نقش کیم هو ریونگ - لی جه هون - معماری ۱۰۱ در نقش لی سونگ مین - لی کوانگ-سو - Wonderful Radio در نقش چا ده گون                                    | - به سوزی - معماری ۱۰۱ در نقش یانگ سو یون - گو آرا - Papa در نقش جون - کانگ سو-را - سانی در نقش نوجوانی ها چون هوا - کیم هه-اون - گانگستر بی‌نام: قوانین زمان در نقش خانم یو - اوه نا-را - ملکه رقصان در نقش را ری                         |
| محبوب‌ترین بازیگر مرد | محبوب‌ترین بازیگر زن |
| - جانگ گون سوک' - You're My Pet در نقش کانگ این هو | - کانگ سو-را - سانی در نقش نوجوانی ها چون هوا |

### تلویزیون
| جایزه بزرگ | بهترین درام |
| --- | --- |
| - درختی با ریشه عمیق | - افسانه خورشید و ماه - بیمارستان چونا - درختی با ریشه عمیق - بزرگترین عشق - عشق شاهزاده خانم |
| بهترین برنامه سرگرمی | بهترین برنامه آموزشی |
| - Gag Concert - ۲ روز و ۱ شب - I Am a Singer - Jjak - کی-پاپ استار | - Civilization and Mathematics - KBS Science Project – Exploration of Human: Memory - Christmas Special SBS Special Miracle Harmony - Tears of the Antarctic - Dharma                                                                                                   |
| بهترین کارگردان | بهترین فیلم‌نامه |
| - کیم جونگ مین، پارک هیون سوک – عشق شاهزاده خانم - جانگ ته یو – درختی با ریشه عمیق - کیم دو هون، لی سونگ جون - افسانه خورشید و ماه - نو دو چول – Twinkle Twinkle - یو هیون کی، سونگ هیون ووک – بیمارستان چونا                                                                 | - کیم یونگ هیون، پارک سانگ یون – درختی با ریشه عمیق - چوی وان کیو – نورها و سایه‌ها - هونگ می ران، هونگ‌جونگ اون – بزرگترین عشق - جو جونگ جو، کیم ووک – عشق شاهزاده خانم - یون کیونگ آه – بیمارستان چونا                                                                  |
| بهترین بازیگر مرد | بهترین بازیگر زن |
| - کیم سو هیون – افسانه خورشید و ماه در نقش پادشاه لی هوان - چا سونگ وون – بزرگترین عشق در نقش دوک‌کو جین - هان سوک-کیو – درختی با ریشه عمیق در نقش پادشاه سجونگ - پارک شی-هو – عشق شاهزاده خانم در نقش کیم سونگ یو - شین ها کیون – بیمارستان چونا در نقش لی کانگ هون           | - گونگ هیو جین – بزرگترین عشق در نقش گو ئه جونگ - کیم هیون جو – Twinkle Twinkle در نقش هان/هوانگ جونگ وون - کیم سون-آه – Scent of a Woman در نقش لی یون جه - مون چه وون – عشق شاهزاده خانم در نقش لی سه ریونگ - سو ئه – A Thousand Days' Promise در نقش لی سو یون       |
| بهترین بازیگر تازه‌کار مرد | بهترین بازیگر تازه‌کار زن |
| - جو وون – خانواده اوجاک‌گیو در نقش هوانگ ته هی - کیم دونگ هو – Twinkle Twinkle در نقش کانگ ده بوم - پارک یون جه – Iron Daughters-in-Law در نقش مون شین وو - پارک یو هوان – A Thousand Days' Promise در نقش لی مون کوان - یو جین گو – افسانه خورشید و ماه در نقش جوانی لی هوان | - یوئی – خانواده اوجاک‌گیو در نقش بک جا اون - ایم سو-هیانگ – New Tales of Gisaeng در نقش دان سا ران - جونگ یو-می – A Thousand Days' Promise در نقش نو هیانگ گی - کانگ سو-را – رؤیای بلند ۲ در نقش شین هه سونگ - کیم یو جونگ – افسانه خورشید و ماه در نقش جوانی هو یون وو |
| بهترین مجری ورایتی مرد | بهترین مجری ورایتی زن |
| - کیم جون-هیون – Gag Concert - کیم گو را – رادیو استار - کیم بیونگ مان – قانون جنگل - لی جونگ سوک – ضربه عالی انتقام پاکوتاه - چوی هیو جونگ – Gag Concert | - پارک ها سون – ضربه عالی انتقام پاکوتاه - سونگ جی هیو – رانینگ من - شین بو را – Gag Concert - جونگ کیونگ می – Gag Concert - جونگ جو ری – قلب قوی |
| محبوب‌ترین بازیگر مرد | محبوب‌ترین بازیگر زن |
| - پارک یو چون – خانم ریپلی در نقش سونگ یو هیون / یوتاکا | - پارک شین هه – ضربان قلب در نقش لی گیو وون |